# 7251 Kuwabara
7251 Kuwabara è un asteroide della fascia principale. Scoperto nel 1992, presenta un'orbita caratterizzata da un semiasse maggiore pari a 2,5606904 UA e da un'eccentricità di 0,0776666, inclinata di 3,63165° rispetto all'eclittica.